# NGC 4411
NGC 4411 (również NGC 4411A, IC 3339, PGC 40695 lub UGC 7537) – galaktyka spiralna z poprzeczką (SB(rs)c), znajdująca się w gwiazdozbiorze Panny. Odkrył ją Christian Peters w 1881 roku. Należy do Gromady w Pannie.
Znajdująca się w pobliżu niej galaktyka PGC 40745 jest często nazywana NGC 4411B.